# Sol Terena
Sol Terena (Sidrolândia, 1984?) é uma artista e técnica em Biblioteconomia indígena brasileira, da tribo Terena. Ela é ambientalista, e ativista pelos direitos dos Povos Indígenas, das indígenas mulheres e dos direitos humanos.

## Biografia
Sol Terena passou a infância na aldeia Córrego do Meio. Quando tinha 6 anos de idade, foi picada por uma cobra urutu cruzeiro. Ela fez tratamento ccontra o veneno até os 21 anos. Nesse período, seu braço direito (picado pela cobra) se desenvolveu de forma diferente do braço esquerdo.
Em 2016, Sol mudou-se para Campinas, no interior de São Paulo, para cursar Direito, na Universidade Presbiteriana Mackenzie. Ela pagava pelo curso trabalhando na mesma instituição. Em seu cotidiano, conviveu com preconceitos e curiosidade dos colegas, dos professores e dos funcionários desde que teve a oportunidade de mencionar que é indígena. O projeto "Grafismo Indígena" surgiu para reduzir o número de vezes que precisa explicar por que vai ao trabalho com as mãos e o rosto pintado. O projeto apresenta as belezas e a importância das pinturas corporais para os povos indígenas brasileiros e, com isso, busca dar visibilidade a sua cultura e suas lutas.
| “                        | Lute como uma mulher indígena. | ” |
| — Indígenas brasileiras, |                                |   |

A frase foi a primeira estampa do seu projeto.
Em 2020, por causa da pandemia da Covid-19, trancou o curso de Direito e voltou para sua aldeia. Mas manteve o projeto como forma não só de valorizar sua cultura, mas também de ter renda. No mesmo ano, uma pessoa de Orlando, Estados Unidos, encomendou 15 camisetas para o evento Solidarity With Indigenous Women Defending Mother Earth Treaty (em tradução livre: "Solidariedade com as mulheres indígenas que defendem o Tratado da Mãe Terra").
Em 2021, sua primeira estampa (Lute como uma mulher indígena) foi vestida por muitas das 5 mil mulheres indígenas que participaram da 2ª Marcha das Mulheres Indígenas, organizada pela Articulação Nacional das Mulheres Indígenas Guerreiras da Ancestralidade (ANMIGA), em Brasília. No mesmo ano, o Conselho de Missão entre Povos Indígenas (COMIN) encomendou camisetas com as estampas “A mãe do Brasil é indígena” e “Vidas indígenas importam”. Costura e serigrafia são feitas de forma manual e tudo acontece diretamente na aldeia Tereré.
Além disso, camisetas já foram encomendadas e enviadas para Alemanha, Itália e Índia. Pelo projeto "Grafismo Indígena", recebeu o Prêmio Sim à Igualdade Racial, na categoria "Trajetória empreendedora", em 2023.

## Prêmio
- 2023 - Prêmio Sim à Igualdade Racial, na categoria "Trajetória empreendedora".[6][7]

## Links
- Grafismo indígena no Instagram
- Instagram de Sol Terena